# Maxwellove enačbe
Maxwellove enáčbe [máksvelove ~] so osnovni zakoni elektrodinamike, ki povezujejo električno in magnetno polje v elektromagnetno polje ter opisujejo njegove časovne spremembe in širjenje v prostoru. Klasična Maxwellova elektrodinamika je prva fizikalna umeritvena teorija, čeprav izvirno ni bila tako mišljena.

## Maxwellove enačbe v integralni obliki

### Gaussov zakon o električnem pretoku
Električni pretok skozi zaključeno ploskev je enak objetemu naboju. Izviri električnega polja so pozitivni naboji, ponori pa negativni naboji:
{\displaystyle \oint \mathbf {D} \cdot \mathrm {d} \mathbf {S} =\int \!\rho _{e}\mathrm {d} V=e\!\,.}
Iz tega zakona izhaja Coulombov zakon.

### Gaussovzakon o magnetnem pretoku
Magnetno polje nima izvirov; magnetni pretok skozi zaključeno ploskev je enak nič. Ker magnetnih monopolov ni, električni naboji pa obstajajo, magnetno in električno polje v snovi z gibljivimi nosilci naboja v Maxwellovih enačbah ne nastopata simetrično. Obe polji sta simetrični le v praznem prostoru, v katerem ni električnih nabojev:
{\displaystyle \oint \mathbf {B} \cdot \mathrm {d} \mathbf {S} =0\!\,.}

### Faradayevindukcijski zakon
V zanki inducirana napetost je enaka negativni časovni spremembi objetega magnetnega pretoka, ali v diferencialni obliki, rotor jakosti električnega polja je enak spremembi gostote magnetnega polja:
{\displaystyle \oint \mathbf {E} \cdot \mathrm {d} \mathbf {s} =-\int {\frac {\partial \mathbf {B} }{\partial t}}\mathrm {d} \mathbf {S} =-{\frac {\mathrm {d} \Phi }{\mathrm {d} t}}\!\,.}

### Ampèrov zakon o magnetni napetosti
Magnetna napetost vzdolž zaključene zanke je enaka vsoti objetih tokov in premikalnih tokov. V diferencialni obliki je rotor jakosti magnetnega polja enak vsoti gostote toka in spremembi gostote električnega polja:
{\displaystyle \oint \mathbf {H} \cdot \mathrm {d} \mathbf {s} =\int \!\left(j_{e}+{\frac {\partial \mathbf {D} }{\partial t}}\right)\cdot \mathrm {d} \mathbf {S} =I+{\frac {d\Phi _{e}}{dt}}\!\,.}

### Kontinuitetna enačba
Zgornjim enačbam se lahko doda še kontinuitetno enačbo – izpelje se lahko iz Ampèrovega zakona in Gaussovega zakona o magnetnem pretoku:
{\displaystyle \nabla \cdot \mathbf {j} +{\frac {\partial \rho }{\partial t}}=0\!\,,\qquad \oint \mathbf {j} \cdot \mathrm {d} \mathbf {S} =-{\frac {\mathrm {d} e}{\mathrm {d} t}}\!\,.}
ki opiše zakon o ohranitvi naboja. Gostoto električnega polja se izrazi z jakostjo električnega polja:
{\displaystyle \mathbf {D} =\varepsilon \varepsilon _{0}\mathbf {E} \!\,,}
gostoto magnetnega polja pa z jakostjo magnetnega polja:
{\displaystyle \mathbf {B} =\mu \mu _{0}\mathbf {H} \!\,.}

## Maxwellove enačbe v diferencialni obliki
Z uporabo operatorjev vektorske analize je mogoč kompakten zapis Maxwellovih enačb v diferencialni obliki:
{\displaystyle \nabla \cdot \mathbf {D} =\rho _{e}\;.}
{\displaystyle \nabla \cdot \mathbf {B} =0\;.}
{\displaystyle \nabla \times \mathbf {E} +{\frac {\partial \mathbf {B} }{\partial t}}=0\!\,.}
{\displaystyle \nabla \times \mathbf {H} -{\frac {\partial \mathbf {D} }{\partial t}}=j_{e}\;.}
Druga in četrta sta homogeni, prva in tretja pa sta nehomogeni Maxwellovi enačbi. Homogeni Maxwellovi enačbi kažeta na to, da klasična elektrodinamika ne vsebuje magnetnih monopolov. V drugih umeritvenih teorijah pa magnetni monopoli lahko nastopajo, vendar, če res obstajajo, naj bi bili zelo redki v Vesolju.

## Maxwellove enačbe in teorija relativnosti
Maxwellove enačbe so invariantne na Lorentzevo transformacijo.
Z uvedbo antisimetričnih tenzorjev elektromagnetnega polja Mμν in Nμν imajo Maxwellove enačbe v relativistični obliki strnjeno obliko:
{\displaystyle M^{\mu \nu }=\left[{\begin{matrix}0&E_{x}/c_{0}&E_{y}/c_{0}&E_{z}/c_{0}\\-E_{x}/c_{0}&0&B_{z}&-B_{y}\\-E_{y}/c_{0}&-B_{z}&0&-B_{x}\\-E_{z}/c_{0}&B_{y}&-B_{x}&0\end{matrix}}\right]\!\,,}
{\displaystyle N^{\mu \nu }=\left[{\begin{matrix}0&B_{x}&B_{y}&B_{z}\\-B_{x}&0&-E_{z}/c_{0}&E_{y}/c_{0}\\-B_{y}&E_{z}/c_{0}&0&E_{x}/c_{0}\\-B_{z}&-E_{y}/c_{0}&E_{x}/c_{0}&0\end{matrix}}\right]\!\,.}
Gaussov zakon o električnem pretoku in Gaussov zakon o magnetni napetosti se lahko v tem primeru združita v eno enačbo:
{\displaystyle g^{\mu \nu }\partial ^{\nu }M^{\mu \rho }+\mu _{0}j_{e}^{\rho }=0\!\,.}
Zakon o magnetnem pretoku in zakon o električni napetosti pa se združita v enačbo:
{\displaystyle g^{\mu \nu }\partial ^{\nu }N^{\mu \rho }=0\!\,.}
Pri tem je {\displaystyle j_{e}^{\rho }} četverec gostote toka, {\displaystyle g^{\mu \nu }} metrični tenzor, vektor četverec {\displaystyle \partial ^{\nu }} pa ustreza gradientu v prostoru Minkowskega. Pri seštevanju je upoštevan Einsteinov zapis.

## Zgodovina
Maxwellove enačbe je med letoma 1867 in 1873 postavil škotski fizik James Clerk Maxwell. Celotno teorijo je objavil leta 1873 v delu Razprava o elektriki in magnetizmu (Treatise on Electricity and Magnetism). 
Izvirnih Maxwellovih enačb iz leta 1865 je bilo 20 in so vsebovale 20 spremenljivk. Maxwell naj bi jih v prvotni obliki zapisal s kvaternioni, kar pa se je večini znanstvenikov tistega časa zdelo preveč zapleteno. Nekateri strokovnjaki s tega področja so danes mnenja, da bi bilo z izvirnimi enačbami in uporabo kvaternionov namesto vektorjev možno pojasniti nekatere zanimive fizikalne pojave, ki so danes še uganka (npr. poenotena teorija polja), saj imajo kvaternioni vključeno tudi skalarno komponento, ki je vektorji nimajo. S tem se je v začetku 20. stoletja ukvarjal tudi Nikola Tesla.
Sodobno obliko Maxwellovih enačb sta izdelala Oliver Heaviside in Josiah Willard Gibbs, ki sta leta 1884 izvirne Maxwellove enačbe zapisala s prijemi vektorskega računa. Iz prvotnega sistema enačb je tako nastal sistem štirih enačb, ki so znane danes.
Med prvimi evropskimi fiziki, ki je razumel Maxwellovo elektrodinamiko, je bil Jožef Stefan. Stefan je pisal svoje elektrodinamične enačbe še v vektorski obliki po komponentah.